# Cinquième circonscription de Seine-et-Marne
La cinquième circonscription de Seine-et-Marne est représentée à l'Assemblée nationale sous la XVIe législature de la Cinquième République par Patricia Lemoine, députée pour le parti Agir.

## Description géographique et démographique

La cinquième circonscription de Seine-et-Marne de 1988 à 2012

### Depuis les élections de 2012
La cinquième circonscription de Seine-et-Marne est centrée principalement autour de la ville de Coulommiers dans le nord-est seine-et-marnais. Elle inclut les zones rurales de la périphérie orientale du département et s'étend à l'ouest jusqu'à la ville nouvelle de Val d'Europe. Elle est composée des quatre cantons ci-dessous :
- canton de Coulommiers : 35 380 habitants
- canton de la Ferté-sous-Jouarre : 24 634 habitants
- canton de Crécy-la-Chapelle : 29 825 habitants
- 3 communes du canton de Thorigny-sur-Marne, Serris, Magny-le-Hongre et Bailly-Romainvilliers : 7 504 habitants

### Entre 1988 et 2007
Jusqu'aux élections législatives de 2007, la cinquième circonscription de Seine-et-Marne était centrée autour des villes de Coulommiers et de Meaux dans le nord-est seine-et-marnais. En plus des quatre cantons dont elle est constituée aujourd’hui, elle incluait également le canton de Meaux-Sud (31 456 habitants), désormais rattaché à la sixième circonscription de Seine-et-Marne. D'après les chiffres du recensement de 1999, la circonscription était alors peuplée de 128 799 habitants.

### De 1958 à 1986
La cinquième circonscription de Seine-et-Marne était composée de :
- canton de La Chapelle-la-Reine
- canton de Château-Landon
- canton de Fontainebleau
- canton de Lorrez-le-Bocage
- canton de Moret-sur-Loing
- canton de Nemours.

(réf. Journal Officiel du 14-15 octobre 1958).

## Description politique
La cinquième circonscription est depuis le redécoupage de 1988 clairement orientée à droite, la gauche ne dépassant jamais les 40 %, avec un Rassemblement national situé dans des niveaux plus élevé que la moyenne nationale, ce qui a amené à une triangulaire en 1997 et à l'élimination du candidat de gauche au premier tour en 1993.

## Historique des députations
| Législature | Début de mandat | Fin de mandat  | Député             | Parti politique | Observations |
| ----------- | --------------- | -------------- | ------------------ | --------------- | --- |
| IXe         | 23 juin 1988    | 1er avril 1993 | Guy Drut           | RPR             | Maire de Coulommiers (1992 → 2008) |
| Xe          | 2 avril 1993    | novembre 1995  | Guy Drut           | RPR             | En 1995, Guy Drut est nommé au Gouvernement Alain Juppé (1), et son suppléant, J.-F. Copé siège comme député. Mandat écourté à la suite d'une dissolution parlementaire décidée par Jacques Chirac.                       |
| Xe          | novembre 1995   | juin 1997      | Jean-François Copé | RPR             | En 1995, Guy Drut est nommé au Gouvernement Alain Juppé (1), et son suppléant, J.-F. Copé siège comme député. Mandat écourté à la suite d'une dissolution parlementaire décidée par Jacques Chirac.                       |
| XIe         | 12 juin 1997    | 18 juin 2002   | Guy Drut           | RPR             | |
| XIIe        | 19 juin 2002    | 19 juin 2007   | Guy Drut           | UMP             | |
| XIIIe       | 20 juin 2007    | 19 juin 2012   | Franck Riester     | UMP             | Maire de Coulommiers (2008 → 2017) |
| XIVe        | 20 juin 2012    | 20 juin 2017   | Franck Riester     | UMP             | Maire de Coulommiers (2008 → 2017) Président de la CC du Pays de Coulommiers (2013 → 2017) |
| XVe         | 21 juin 2017    | novembre 2018  | Franck Riester     | LR puis Agir    | En octobre 2018, lors de la nomination de Franck Riester au gouvernement Édouard Philippe (2), sa suppléante Patricia Lemoine, maire de Condé-Sainte-Libiaire et présidente de la CC du Pays Créçois, siège comme députée |
| XVe         | novembre 2018   | juin 2022      | Patricia Lemoine   | Agir            | En octobre 2018, lors de la nomination de Franck Riester au gouvernement Édouard Philippe (2), sa suppléante Patricia Lemoine, maire de Condé-Sainte-Libiaire et présidente de la CC du Pays Créçois, siège comme députée |

## Résultats des élections

### Élections de 1958
| Candidat       | Candidat                              | Parti          | Premier tour | Premier tour | Second tour | Second tour |  |
| Candidat       | Candidat                              | Parti          | Voix         | %            | Voix        | %           |  |
| -------------- | ------------------------------------- | -------------- | ------------ | ------------ | ----------- | ----------- |  |
|                | Pierre Battesti élu                   | UNR            | 14 691       | 35,4         | 23 700      | 60,41       |  |
|                | Étienne Dailly                        | Modérés        | 9 216        | 22,21        | Retrait     | Retrait     |  |
|                | Maurice Chaumeron                     | PCF            | 7 524        | 18,13        | 8 079       | 20,59       |  |
|                | Pierre Jaslet                         | SFIO           | 3 810        | 9,18         | 4 784       | 12,19       |  |
|                | Daniel Morenne                        | MRP            | 2 973        | 7,16         | Retrait     | Retrait     |  |
|                | Guy Pellerin                          | UFF            | 2 891        | 6,97         | 2 667       | 6,8         |  |
|                | A. Ev. R. Geronimi, dit de Saint-Père | Divers         | 399          | 0,96         |             |             |  |
|                |                                       |                |              |              |             |             |  |
| Inscrits       | Inscrits                              | Inscrits       | 55 219       | 100,00       | 55 182      | 100,00      |  |
| Abstentions    | Abstentions                           | Abstentions    | 12 445       | 22,54        | 14 513      | 26,3        |  |
| Votants        | Votants                               | Votants        | 42 774       | 77,46        | 40 669      | 73,7        |  |
| Blancs et nuls | Blancs et nuls                        | Blancs et nuls | 1 270        | 2,97         | 1 439       | 3,54        |  |
| Exprimés       | Exprimés                              | Exprimés       | 41 504       | 97,03        | 39 230      | 96,46       |  |

Le suppléant de Pierre Battesti était François Ouvré, industriel, conseiller général du canton de La Chapelle-la-Reine.

### Élections de 1962
| Candidat       | Candidat        | Parti          | Premier tour | Premier tour | Second tour | Second tour |  |
| Candidat       | Candidat        | Parti          | Voix         | %            | Voix        | %           |  |
| -------------- | --------------- | -------------- | ------------ | ------------ | ----------- | ----------- |  |
|                | Paul Séramy élu | Divers centre  | 11 690       | 31,66        | 20 896      | 56,43       |  |
|                | Édouard Méric   | UNR-UDT        | 10 775       | 29,19        | 16 132      | 43,57       |  |
|                | Bernard Ridoux  | PCF            | 7 277        | 19,71        | Retrait     | Retrait     |  |
|                | René Gresser    | CNIP           | 3 851        | 10,43        | Retrait     | Retrait     |  |
|                | Pierre Jaslet   | SFIO           | 2 812        | 7,62         | Retrait     | Retrait     |  |
|                | A. Geronimi     | Divers         | 514          | 1,39         |             |             |  |
|                |                 |                |              |              |             |             |  |
| Inscrits       | Inscrits        | Inscrits       | 56 303       | 100,00       | 56 278      | 100,00      |  |
| Abstentions    | Abstentions     | Abstentions    | 17 885       | 31,77        | 17 470      | 31,04       |  |
| Votants        | Votants         | Votants        | 38 418       | 68,23        | 38 808      | 68,96       |  |
| Blancs et nuls | Blancs et nuls  | Blancs et nuls | 1 499        | 3,9          | 1 780       | 4,59        |  |
| Exprimés       | Exprimés        | Exprimés       | 36 919       | 96,1         | 37 028      | 95,41       |  |

Le suppléant de Paul Séramy était Roger Frot, agriculteur, conseiller général du canton de Lorrez-le-Bocage, maire de Remauville.

### Élections de 1967
| Candidat       | Candidat            | Parti          | Premier tour | Premier tour | Second tour | Second tour |  |
| Candidat       | Candidat            | Parti          | Voix         | %            | Voix        | %           |  |
| -------------- | ------------------- | -------------- | ------------ | ------------ | ----------- | ----------- |  |
|                | Didier Julia élu    | UD-Ve          | 15 513       | 33,02        | 17 734      | 37,06       |  |
|                | Paul Séramy sortant | CD (PDM)       | 15 505       | 33           | 14 531      | 30,37       |  |
|                | Victor Prudhomme    | SFIO (FGDS)    | 8 216        | 17,49        | 15 582      | 32,57       |  |
|                | Bernard Ridoux      | PCF            | 7 751        | 16,5         | Retrait     | Retrait     |  |
|                |                     |                |              |              |             |             |  |
| Inscrits       | Inscrits            | Inscrits       | 59 178       | 100,00       | 59 166      | 100,00      |  |
| Abstentions    | Abstentions         | Abstentions    | 11 060       | 18,69        | 10 661      | 18,02       |  |
| Votants        | Votants             | Votants        | 48 118       | 81,31        | 48 505      | 81,98       |  |
| Blancs et nuls | Blancs et nuls      | Blancs et nuls | 1 133        | 2,35         | 658         | 1,36        |  |
| Exprimés       | Exprimés            | Exprimés       | 46 985       | 97,65        | 47 847      | 98,64       |  |

Le suppléant de Didier Julia était Jean-Michel Régnault, conseiller municipal de Veneux-les-Sablons.

### Élections de 1968
| Candidat       | Candidat                   | Parti          | Premier tour | Premier tour | Second tour | Second tour |  |
| Candidat       | Candidat                   | Parti          | Voix         | %            | Voix        | %           |  |
| -------------- | -------------------------- | -------------- | ------------ | ------------ | ----------- | ----------- |  |
|                | Didier Julia sortant réélu | UDR (URP)      | 22 903       | 48,19        | 25 484      | 56,43       |  |
|                | Étienne Dailly             | CD (PDM)       | 11 925       | 25,09        | 10 600      | 23,47       |  |
|                | Bernard Ridoux             | PCF            | 8 752        | 18,41        | 9 077       | 20,1        |  |
|                | Daniel Morenne             | Modérés        | 2 000        | 4,21         |             |             |  |
|                | Jean-Pierre Danic          | PSU            | 1 949        | 4,1          |             |             |  |
|                |                            |                |              |              |             |             |  |
| Inscrits       | Inscrits                   | Inscrits       | 59 168       | 100,00       | 59 145      | 100,00      |  |
| Abstentions    | Abstentions                | Abstentions    | 10 954       | 18,51        | 13 187      | 22,3        |  |
| Votants        | Votants                    | Votants        | 48 214       | 81,49        | 45 958      | 77,7        |  |
| Blancs et nuls | Blancs et nuls             | Blancs et nuls | 685          | 1,42         | 797         | 1,73        |  |
| Exprimés       | Exprimés                   | Exprimés       | 47 529       | 98,58        | 45 161      | 98,27       |  |

Le suppléant de Didier Julia était Jean-Michel Régnault.

### Élections de 1973
| Candidat       | Candidat                   | Parti          | Premier tour | Premier tour | Second tour | Second tour |  |
| Candidat       | Candidat                   | Parti          | Voix         | %            | Voix        | %           |  |
| -------------- | -------------------------- | -------------- | ------------ | ------------ | ----------- | ----------- |  |
|                | Didier Julia sortant réélu | UDR (URP)      | 17 098       | 32,33        | 29 123      | 55,67       |  |
|                | Victor Prudhomme           | PS (UGSD)      | 10 077       | 19,06        | 23 191      | 44,33       |  |
|                | Yvon L'Helgoualch          | PCF            | 8 522        | 16,12        | Retrait     | Retrait     |  |
|                | Jean-Claude Colli          | Rad (MR)       | 6 795        | 12,85        | Retrait     | Retrait     |  |
|                | Michel Parent              | RI             | 5 115        | 9,67         |             |             |  |
|                | Jean Deramaix              | CNIP           | 2 307        | 4,36         |             |             |  |
|                | Jacques Nizart             | CDP            | 1 594        | 3,01         |             |             |  |
|                | Pierre Spitéri             | PSU            | 1 374        | 2,6          |             |             |  |
|                |                            |                |              |              |             |             |  |
| Inscrits       | Inscrits                   | Inscrits       | 65 397       | 100,00       | 65 357      | 100,00      |  |
| Abstentions    | Abstentions                | Abstentions    | 11 480       | 17,55        | 11 313      | 17,31       |  |
| Votants        | Votants                    | Votants        | 53 917       | 82,45        | 54 044      | 82,69       |  |
| Blancs et nuls | Blancs et nuls             | Blancs et nuls | 1 035        | 1,92         | 1 730       | 3,2         |  |
| Exprimés       | Exprimés                   | Exprimés       | 52 882       | 98,08        | 52 314      | 96,8        |  |

Le suppléant de Didier Julia était Jean-Michel Régnault.

### Élections de 1978
| Candidat       | Candidat                   | Parti          | Premier tour | Premier tour | Second tour | Second tour |  |
| Candidat       | Candidat                   | Parti          | Voix         | %            | Voix        | %           |  |
| -------------- | -------------------------- | -------------- | ------------ | ------------ | ----------- | ----------- |  |
|                | Didier Julia sortant réélu | RPR            | 29 518       | 47,04        | 37 190      | 58,57       |  |
|                | Paulette Girard            | PS             | 12 678       | 20,21        | 26 303      | 41,43       |  |
|                | Michel Chaland             | PCF            | 10 016       | 15,96        | Retrait     | Retrait     |  |
|                | Daniel Richard             | Divers droite  | 3 916        | 6,24         |             |             |  |
|                | Jean Dayez                 | Écologie 78    | 2 448        | 3,9          |             |             |  |
|                | Gérard Gueugnot            | Divers         | 1 132        | 1,8          |             |             |  |
|                | Jean-Michel Legall         | LO             | 1 107        | 1,76         |             |             |  |
|                | Monique Chich              | PSU (FA)       | 838          | 1,34         |             |             |  |
|                | Laurence Nguyen            | Divers         | 594          | 0,95         |             |             |  |
|                | Jean-Marie Combes          | UGP            | 499          | 0,8          |             |             |  |
|                |                            |                |              |              |             |             |  |
| Inscrits       | Inscrits                   | Inscrits       | 76 713       | 100,00       | 76 654      | 100,00      |  |
| Abstentions    | Abstentions                | Abstentions    | 12 851       | 16,75        | 11 948      | 15,59       |  |
| Votants        | Votants                    | Votants        | 63 862       | 83,25        | 64 706      | 84,41       |  |
| Blancs et nuls | Blancs et nuls             | Blancs et nuls | 1 116        | 1,75         | 1 213       | 1,87        |  |
| Exprimés       | Exprimés                   | Exprimés       | 62 746       | 98,25        | 63 493      | 98,13       |  |

Le suppléant de Didier Julia était Jean-Michel Régnault.

### Élections de 1981
|                | Didier Julia sortant réélu | RPR (UNM)      | 31 132 | 54,94  |  |  |  |
|                | Jean Grattier              | PS             | 18 162 | 32,05  |  |  |  |
|                | Michel Chaland             | PCF            | 5 219  | 9,21   |  |  |  |
|                | Louis Dailly               | MRG            | 2 152  | 3,80   |  |  |  |
|                |                            |                |        |        |  |  |  |
| Inscrits       | Inscrits                   | Inscrits       | 79 561 | 100,00 |  |  |  |
| Abstentions    | Abstentions                | Abstentions    | 22 336 | 28,07  |  |  |  |
| Votants        | Votants                    | Votants        | 57 225 | 71,93  |  |  |  |
| Blancs et nuls | Blancs et nuls             | Blancs et nuls | 560    | 0,98   |  |  |  |
| Exprimés       | Exprimés                   | Exprimés       | 56 665 | 99,02  |  |  |  |

Le suppléant de Didier Julia était Jean-Michel Régnault.

### Élections de 1988
| Candidat       | Candidat               | Parti          | Premier tour | Premier tour | Second tour | Second tour |  |
| Candidat       | Candidat               | Parti          | Voix         | %            | Voix        | %           |  |
| -------------- | ---------------------- | -------------- | ------------ | ------------ | ----------- | ----------- |  |
|                | Guy Drut sortant réélu | RPR (URC)      | 17 909       | 41,95        | 23 937      | 52,13       |  |
|                | Michel Vallier         | PS             | 15 457       | 36,21        | 21 984      | 47,87       |  |
|                | Martial Pautrel        | FN             | 5 312        | 12,44        |             |             |  |
|                | Jean-Pierre Patron     | PCF            | 4 011        | 9,4          |             |             |  |
|                |                        |                |              |              |             |             |  |
| Inscrits       | Inscrits               | Inscrits       | 66 666       | 100,00       | 66 651      | 100,00      |  |
| Abstentions    | Abstentions            | Abstentions    | 23 278       | 34,92        | 19 752      | 29,63       |  |
| Votants        | Votants                | Votants        | 43 388       | 65,08        | 46 899      | 70,37       |  |
| Blancs et nuls | Blancs et nuls         | Blancs et nuls | 699          | 1,61         | 978         | 2,09        |  |
| Exprimés       | Exprimés               | Exprimés       | 42 689       | 98,39        | 45 921      | 97,91       |  |

Le suppléant de Guy Drut était Julien Morin, conseiller général du canton de Coulommiers, maire de Faremoutiers.

### Élections de 1993
| Candidat       | Candidat               | Parti          | Premier tour | Premier tour | Second tour | Second tour |  |
| Candidat       | Candidat               | Parti          | Voix         | %            | Voix        | %           |  |
| -------------- | ---------------------- | -------------- | ------------ | ------------ | ----------- | ----------- |  |
|                | Guy Drut sortant réélu | RPR (UPF)      | 21 403       | 45,76        | 26 432      | 70,21       |  |
|                | Jacques Jaggi          | FN             | 7 811        | 16,7         | 11 213      | 29,79       |  |
|                | Frédéric Chefd'hotel   | PS (ADFP)      | 5 825        | 12,46        |             |             |  |
|                | Jean-Jacques Jego      | PCF            | 3 715        | 7,94         |             |             |  |
|                | Claude Munnier         | Les Verts (EÉ) | 3 441        | 7,36         |             |             |  |
|                | Jean-Paul Guyot        | LT-LNÉ         | 1 326        | 2,84         |             |             |  |
|                | Patrice André          | LO             | 908          | 1,94         |             |             |  |
|                | Bronislawa Kierzkowski | RDRP           | 858          | 1,83         |             |             |  |
|                | Laurent Tribouillard   | PT             | 795          | 1,7          |             |             |  |
|                | Alain Quirot           | UDI            | 684          | 1,46         |             |             |  |
|                | Gérard Le Grall        | LCR            | 2            | 0            |             |             |  |
|                |                        |                |              |              |             |             |  |
| Inscrits       | Inscrits               | Inscrits       | 71 672       | 100,00       | 71 667      | 100,00      |  |
| Abstentions    | Abstentions            | Abstentions    | 22 759       | 31,75        | 26 060      | 36,36       |  |
| Votants        | Votants                | Votants        | 48 913       | 68,25        | 45 607      | 63,64       |  |
| Blancs et nuls | Blancs et nuls         | Blancs et nuls | 2 145        | 4,39         | 7 962       | 17,46       |  |
| Exprimés       | Exprimés               | Exprimés       | 46 768       | 95,61        | 37 645      | 82,54       |  |

Le suppléant de Guy Drut était Jean-François Copé, administrateur civil. Jean-François Copé remplaça Guy Drut, nommé membre du gouvernement, du 19 juin 1995 au 21 avril 1997.

### Élections de 1997
| Candidat       | Candidat                | Parti             | Premier tour | Premier tour | Second tour | Second tour |  |
| Candidat       | Candidat                | Parti             | Voix         | %            | Voix        | %           |  |
| -------------- | ----------------------- | ----------------- | ------------ | ------------ | ----------- | ----------- |  |
|                | Guy Drut sortant réélu  | RPR               | 15 828       | 33,3         | 23 733      | 45,32       |  |
|                | Marie Richard           | PS                | 11 725       | 24,67        | 20 990      | 40,08       |  |
|                | Didier Coquard          | FN                | 9 777        | 20,57        | 7 647       | 14,6        |  |
|                | Jean-Jacques Jego       | PCF               | 3 702        | 7,79         |             |             |  |
|                | Patrice André           | LO                | 1 360        | 2,86         |             |             |  |
|                | Jean-Marc Bost          | CNIP (LDI)        | 1 350        | 2,84         |             |             |  |
|                | Michel Lambert          | GÉ                | 1 027        | 2,16         |             |             |  |
|                | François-Michel Lambert | Divers écologiste | 689          | 1,45         |             |             |  |
|                | Gérard Pierrot          | LT-LNÉ            | 554          | 1,17         |             |             |  |
|                | Laurent Tribouillard    | PT                | 471          | 0,99         |             |             |  |
|                | Camille Garbell         | MÉI               | 418          | 0,88         |             |             |  |
|                | Daniel Trouble          | Divers gauche     | 217          | 0,46         |             |             |  |
|                | Patrick Besson          | IR                | 211          | 0,44         |             |             |  |
|                | Antoine de Kerdrel      | Divers droite     | 177          | 0,37         |             |             |  |
|                | Christophe Pindon       | Divers gauche     | 26           | 0,05         |             |             |  |
|                |                         |                   |              |              |             |             |  |
| Inscrits       | Inscrits                | Inscrits          | 74 151       | 100,00       | 74 147      | 100,00      |  |
| Abstentions    | Abstentions             | Abstentions       | 24 551       | 33,11        | 20 281      | 27,35       |  |
| Votants        | Votants                 | Votants           | 49 600       | 66,89        | 53 866      | 72,65       |  |
| Blancs et nuls | Blancs et nuls          | Blancs et nuls    | 2 068        | 4,17         | 1 496       | 2,78        |  |
| Exprimés       | Exprimés                | Exprimés          | 47 532       | 95,83        | 52 370      | 97,22       |  |

Le suppléant de Guy Drut était Michel Houel, gérant de société à Crécy-la-Chapelle, élu conseiller général du canton de Crécy-la-Chapelle en 2001, et sénateur en 2004.

### Élections de 2002
| Candidat       | Candidat                            | Parti          | Premier tour | Premier tour | Second tour | Second tour |  |
| Candidat       | Candidat                            | Parti          | Voix         | %            | Voix        | %           |  |
| -------------- | ----------------------------------- | -------------- | ------------ | ------------ | ----------- | ----------- |  |
|                | Guy Drut sortant réélu              | UMP            | 23 359       | 46,41        | 27 140      | 61,02       |  |
|                | Marie Richard                       | PS             | 13 637       | 27,1         | 17 339      | 38,98       |  |
|                | Jean-Marie Lemarchand               | FN             | 7 879        | 15,66        |             |             |  |
|                | Catherine Schuck                    | PCF            | 1 306        | 2,59         |             |             |  |
|                | Camille Garbell                     | MÉI            | 987          | 1,96         |             |             |  |
|                | Didier Rueda                        | MNR            | 781          | 1,55         |             |             |  |
|                | Agnès Guichard                      | LCR            | 741          | 1,47         |             |             |  |
|                | Catherine Senu                      | LO             | 550          | 1,09         |             |             |  |
|                | Delphine Dupont                     | MPF            | 458          | 0,91         |             |             |  |
|                | Jean-Claude Guillermin des Sagettes | PT             | 320          | 0,64         |             |             |  |
|                | Raphaël Abbate                      | CPNT           | 310          | 0,62         |             |             |  |
|                |                                     |                |              |              |             |             |  |
| Inscrits       | Inscrits                            | Inscrits       | 81 295       | 100,00       | 81 290      | 100,00      |  |
| Abstentions    | Abstentions                         | Abstentions    | 30 126       | 37,06        | 35 125      | 43,21       |  |
| Votants        | Votants                             | Votants        | 51 169       | 62,94        | 46 165      | 56,79       |  |
| Blancs et nuls | Blancs et nuls                      | Blancs et nuls | 841          | 1,64         | 1 686       | 3,65        |  |
| Exprimés       | Exprimés                            | Exprimés       | 50 328       | 98,36        | 44 479      | 96,35       |  |

Le suppléant de Guy Drut était Philippe Fourmy, maire de Signy-Signets, professeur des écoles.

### Élections de 2007
| Candidat       | Candidat             | Parti          | Premier tour | Premier tour | Second tour | Second tour |  |
| Candidat       | Candidat             | Parti          | Voix         | %            | Voix        | %           |  |
| -------------- | -------------------- | -------------- | ------------ | ------------ | ----------- | ----------- |  |
|                | Franck Riester élu   | UMP            | 25 409       | 48,58        | 28 789      | 58,95       |  |
|                | Marie Richard        | PS             | 12 864       | 24,6         | 20 044      | 41,05       |  |
|                | Josy Mollet-Lidy     | UDF–MoDem      | 3 925        | 7,5          |             |             |  |
|                | Alain Bruneau        | FN             | 3 055        | 5,84         |             |             |  |
|                | Yvon Trégoat         | Les Verts      | 1 389        | 2,66         |             |             |  |
|                | Nolwenn Arzel        | LCR            | 1 309        | 2,5          |             |             |  |
|                | Russell Yates        | PCF            | 1 054        | 2,02         |             |             |  |
|                | Danièle Carrez       | MPF            | 776          | 1,48         |             |             |  |
|                | Joëlle Charlier      | DLR            | 758          | 1,45         |             |             |  |
|                | Camille Garbell      | MÉI            | 500          | 0,96         |             |             |  |
|                | Franck Maurel        | LO             | 368          | 0,7          |             |             |  |
|                | René Lefèvre         | MNR            | 344          | 0,66         |             |             |  |
|                | Jacky Patron         | Divers         | 316          | 0,6          |             |             |  |
|                | Jean-François Gloess | PT             | 236          | 0,45         |             |             |  |
|                |                      |                |              |              |             |             |  |
| Inscrits       | Inscrits             | Inscrits       | 92 701       | 100,00       | 92 684      | 100,00      |  |
| Abstentions    | Abstentions          | Abstentions    | 39 542       | 42,66        | 42 506      | 45,86       |  |
| Votants        | Votants              | Votants        | 53 159       | 57,34        | 50 178      | 54,14       |  |
| Blancs et nuls | Blancs et nuls       | Blancs et nuls | 856          | 1,61         | 1 345       | 2,68        |  |
| Exprimés       | Exprimés             | Exprimés       | 52 303       | 98,39        | 48 833      | 97,32       |  |

### Élections de 2012
| Candidat       | Candidat                     | Parti          | Premier tour | Premier tour | Second tour | Second tour |  |
| Candidat       | Candidat                     | Parti          | Voix         | %            | Voix        | %           |  |
| -------------- | ---------------------------- | -------------- | ------------ | ------------ | ----------- | ----------- |  |
|                | Franck Riester sortant réélu | UMP            | 16 419       | 37,32        | 23 168      | 55,98       |  |
|                | Élisabeth Escuyer            | PS (PRG)       | 13 884       | 31,56        | 18 218      | 44,02       |  |
|                | Robert Claus                 | FN (RBM)       | 8 016        | 18,22        |             |             |  |
|                | Jean-François Dirringer      | PCF (FG) (PG)  | 1 878        | 4,27         |             |             |  |
|                | Philippe Cluzeau             | EÉLV           | 1 258        | 2,86         |             |             |  |
|                | Fabien Vallée                | CpF            | 933          | 2,12         |             |             |  |
|                | Joëlle Charlier              | DLR            | 797          | 1,81         |             |             |  |
|                | Jacky Patron                 | AÉI            | 395          | 0,90         |             |             |  |
|                | Franck Maurel                | LO             | 222          | 0,50         |             |             |  |
|                | Adrien Sthoer                | Pirate         | 195          | 0,44         |             |             |  |
|                |                              |                |              |              |             |             |  |
| Inscrits       | Inscrits                     | Inscrits       | 78 929       | 100,00       | 78 936      | 100,00      |  |
| Abstentions    | Abstentions                  | Abstentions    | 34 418       | 43,61        | 36 288      | 45,97       |  |
| Votants        | Votants                      | Votants        | 44 511       | 56,39        | 42 648      | 54,03       |  |
| Blancs et nuls | Blancs et nuls               | Blancs et nuls | 514          | 1,15         | 1 262       | 2,96        |  |
| Exprimés       | Exprimés                     | Exprimés       | 43 997       | 98,85        | 41 386      | 97,04       |  |

### Élections de 2017
|                                                                                 |                                                                                         |                           |                           |                          |                          |
|                                                                                 |                                                                                         | Premier tour 11 juin 2017 | Premier tour 11 juin 2017 | Second tour 18 juin 2017 | Second tour 18 juin 2017 |
|                                                                                 |                                                                                         |                           |                           |                          |                          |
|                                                                                 |                                                                                         | Nombre                    | % des inscrits            | Nombre                   | % des inscrits           |
| Inscrits                                                                        | Inscrits                                                                                | 84 897                    | 100,00                    | 84 878                   | 100,00                   |
| Abstentions                                                                     | Abstentions                                                                             | 47 905                    | 56,43                     | 52 648                   | 62,03                    |
| Votants                                                                         | Votants                                                                                 | 36 992                    | 43,57                     | 32 230                   | 37,97                    |
|                                                                                 |                                                                                         |                           | % des votants             |                          | % des votants            |
| Bulletins blancs                                                                | Bulletins blancs                                                                        | 764                       | 2,07                      | 1 765                    | 5,48                     |
| Bulletins nuls                                                                  | Bulletins nuls                                                                          | 296                       | 0,80                      | 676                      | 2,10                     |
| Suffrages exprimés                                                              | Suffrages exprimés                                                                      | 35 932                    | 97,13                     | 29 789                   | 92,43                    |
|                                                                                 |                                                                                         |                           |                           |                          |                          |
| Candidat Étiquette politique (partis et alliances)                              | Candidat Étiquette politique (partis et alliances)                                      | Voix                      | % des exprimés            | Voix                     | % des exprimés           |
|                                                                                 |                                                                                         |                           |                           |                          |                          |
|                                                                                 | Franck Riester (député sortant) Les Républicains (Union des démocrates et indépendants) | 14 343                    | 39,92                     | 20 523                   | 68,89                    |
|                                                                                 | Joffrey Bollée Front national                                                           | 7 397                     | 20,59                     | 9 266                    | 31,11                    |
|                                                                                 | Clémentine-Audrey Simonnet Parti radical de gauche                                      | 5 303                     | 14,76                     |                          |                          |
|                                                                                 | Mounia Charaf La France insoumise                                                       | 4 530                     | 12,61                     |                          |                          |
|                                                                                 | Sofia Flores Divers gauche (Nouvelle Donne)                                             | 1 231                     | 3,43                      |                          |                          |
|                                                                                 | Martial Morelle Debout la France                                                        | 931                       | 2,59                      |                          |                          |
|                                                                                 | Franck Bracquemart Écologiste (Mouvement 100 % - Libres Citoyens)                       | 733                       | 2,04                      |                          |                          |
|                                                                                 | Jean-Paul Cadeddu Parti communiste français                                             | 667                       | 1,86                      |                          |                          |
|                                                                                 | Éric Noirez Divers (Union populaire républicaine)                                       | 304                       | 0,85                      |                          |                          |
|                                                                                 | Gwénaëlle Jourdren Lutte ouvrière                                                       | 296                       | 0,82                      |                          |                          |
|                                                                                 | Yvon Tregoat Divers gauche (Mouvement des progressistes)                                | 190                       | 0,53                      |                          |                          |
|                                                                                 | Sébastien Chimot Divers droite (Centre national des indépendants et paysans)            | 7                         | 0,02                      |                          |                          |
| Source : Ministère de l'Intérieur - Cinquième circonscription de Seine-et-Marne |                                                                                         |                           |                           |                          |                          |

### Élections de 2022
| Résultats des élections législatives des 12 et 19 juin 2022 de la 5e circonscription de Seine-et-Marne |                          |                          |                          |              |              |             |             |
| Candidat                                                                                               | Candidat                 | Parti et coalition       | Nuance                   | Premier tour | Premier tour | Second tour | Second tour |
| Candidat                                                                                               | Candidat                 | Parti et coalition       | Nuance                   | Voix         | %            | Voix        | %           |
| | Franck Riester           | Agir (ENS)               | ENS                      | 11 225       | 29,27        | 17 949      | 53,21       |
| | François Lenormand       | RN                       | RN                       | 9 745        | 25,41        | 15 782      | 46,79       |
| | Cédric Colin             | LFI (NUPES)              | NUP                      | 8 889        | 23,18        |             |             |
| | Nicolas Caux             | LR (UDC)                 | LR                       | 2 767        | 7,22         |             |             |
| | Jean-Michel Aspro        | REC                      | REC                      | 1 689        | 4,40         |             |             |
| | Gurvan Judas             | GRS (FGR)                | DVG                      | 1 126        | 2,94         |             |             |
| | Marie-Pierre Chevallier  | LMPA                     | ECO                      | 1 048        | 2,73         |             |             |
| | Eric Noirez              | GF (UPF)                 | DSV                      | 610          | 1,59         |             |             |
| | Eléonore Lajoye          | PA                       | ECO                      | 558          | 1,46         |             |             |
| | Jacques Lemoine          | LMR                      | DVD                      | 356          | 0,93         |             |             |
| | Pascal Quenot            | LO                       | DXG                      | 302          | 0,79         |             |             |
| | Redouane Dahmane         | UDMF                     | DIV                      | 29           | 0,08         |             |             |
| Suffrages exprimés                                                                                     | Suffrages exprimés       | Suffrages exprimés       | Suffrages exprimés       | 38 344       | 98,21        | 33 731      | 91,48       |
| Votes blancs                                                                                           | Votes blancs             | Votes blancs             | Votes blancs             | 514          | 1,32         | 2 521       | 6,84        |
| Votes nuls                                                                                             | Votes nuls               | Votes nuls               | Votes nuls               | 185          | 0,47         | 622         | 1,69        |
| Total                                                                                                  | Total                    | Total                    | Total                    | 39 043       | 100          | 36 874      | 100         |
| Abstention                                                                                             | Abstention               | Abstention               | Abstention               | 49 292       | 55,80        | 51 496      | 58,27       |
| Inscrits / participation                                                                               | Inscrits / participation | Inscrits / participation | Inscrits / participation | 88 335       | 44,20        | 88 370      | 41,73       |

### Élections de 2024
| Candidats                | Candidats                | Parti et coalition       | Nuance                   | Premier tour | Premier tour | Second tour | Second tour |  |
| Candidats                | Candidats                | Parti et coalition       | Nuance                   | Voix         | %            | Voix        | %           |  |
| ------------------------ | ------------------------ | ------------------------ | ------------------------ | ------------ | ------------ | ----------- | ----------- |  |
|                          | Franck Riester           | RE (ENS)                 | ENS                      | 17923        | 31.43        | 30038       | 54,40       |  |
|                          | Philippe Fontana         | RAD (RN)                 | UXD                      | 23820        | 41.77        | 25175       | 45,60       |  |
|                          | Laurie Caenbergs         | LFI (NFP)                | UG                       | 13985        | 24.52        |             |             |  |
|                          | Pascal Quenot            | LO                       | EXG                      | 1011         | 1.77         |             |             |  |
|                          | Rudolf Larregain-Feller  |                          | DIV                      | 288          | 0.51         |             |             |  |
|                          | Michèle Durand           | DSV                      | 2                        | 0.00         |              |             |             |  |
|                          |                          |                          |                          |              |              |             |             |  |
| Votes valides            | Votes valides            | Votes valides            | Votes valides            | 57 029       | 97,32        | 55 213      | 95,33       |  |
| Votes blancs             | Votes blancs             | Votes blancs             | Votes blancs             | 1197         | 2.04         | 2158        | 3.73        |  |
| Votes nuls               | Votes nuls               | Votes nuls               | Votes nuls               | 375          | 0.64         | 546         | 0.94        |  |
| Total                    | Total                    | Total                    | Total                    | 58 601       | 100          | 57 917      | 100         |  |
| Abstention               | Abstention               | Abstention               | Abstention               | 31 193       | 34,74        | 31 898      | 35,52       |  |
| Inscrits / participation | Inscrits / participation | Inscrits / participation | Inscrits / participation | 89 794       | 65,26        | 89 815      | 64,48       |  |